# Robert Graham (escultor)
Robert Graham (Ciudad de México; 19 de agosto de 1938 – Santa Mónica, California; 27 de diciembre de 2008) fue un escultor mexicano-estadounidense que vivió y se consagró como artista plástico. Se estableció  en Los Ángeles, en el estado de California de los Estados Unidos. Sus monumentales obras en bronce conmemoran la figura humana y se encuentran en lugares públicos a través de América.

## Biografía
Graham nació en Ciudad de México, México. Tras la temprana muerte de su padre, se trasladó con su madre, su abuela y una tía a San José, donde inició su formación en la Universidad Estatal de San José. Continuó sus estudios en el San Francisco Art Institute en California, terminándolos en 1964. Al cabo de cinco años realizó exposiciones en importantes galerías de arte contemporáneo en Palo Alto, Los Ángeles, Nueva York, Londres, Colonia y Essen, Alemania. Vivió en Londres durante un período antes de establecerse en Los Ángeles en la década de 1970. Su primera exposición individual fue en el Museo de Arte de Dallas en 1972. Desde entonces, ha tenido docenas de exposiciones, entre ellas varias en el Los Angeles County Museum of Art.

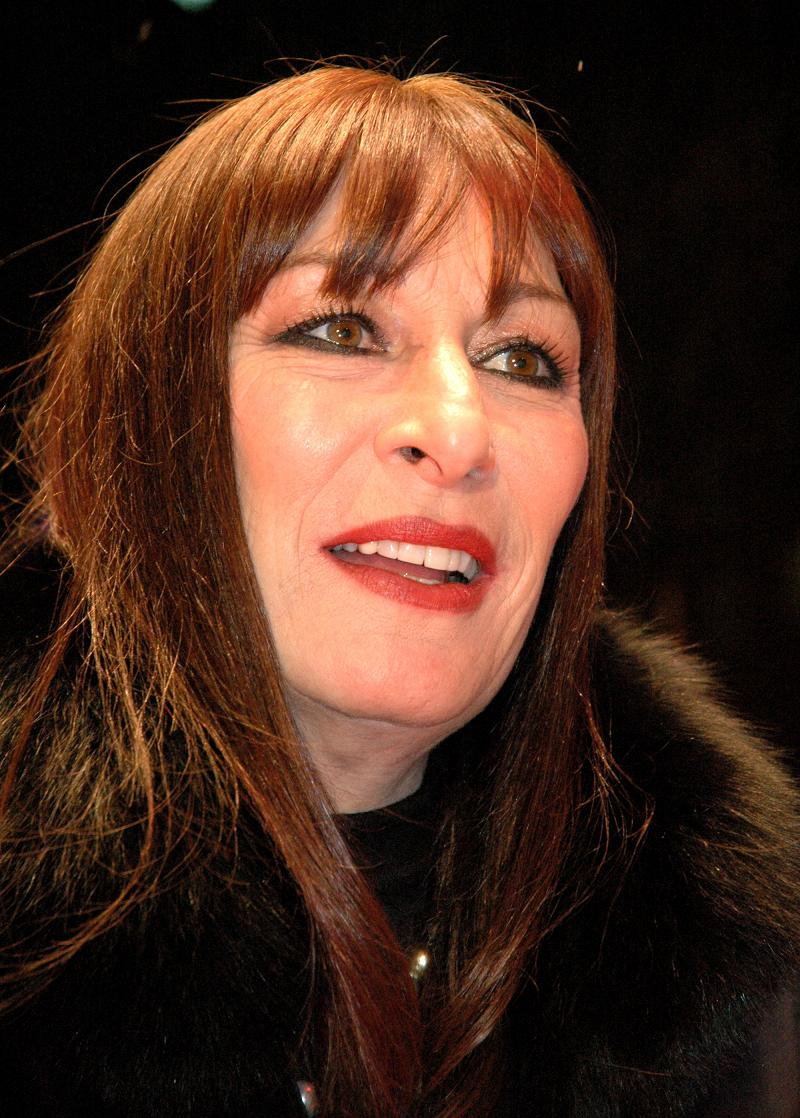
Anjelica Huston, esposa de Graham.

Se casó con la actriz Anjelica Huston, en 1992, vivían en una casa poco habitual en Venecia, California. Huston se negó a trasladarse a la zona de Bohemia a menos que Graham construyera una fortaleza para vivir. El resultado fue un gigante, sin ventanas detrás de una estructura opaca de 40 pies valla.
El Gobernador de California Arnold Schwarzenegger y la primera dama Maria Shriver anunciaron el 28 de mayo de 2008 que Graham sería investido en el Salón de la Fama de California, ubicado en La California, Museo de Historia, la Mujer y las Artes. La ceremonia tuvo lugar el 15 de diciembre de 2008 y pasó junto a otros 11 legendarios californianos a doce días antes de su fallecimiento.

## Trabajos
- 2007 - "Spirit of California" - Catedral de Nuestra Señora de Los Ángeles Metal
- 2002 - The Great Bronze Doors and Statue of Mary -  Cathedral of Our Lady of the Angels, Los Ángeles, California
- 2001 - Prologue -  addition to the FDR Memorial, Washington D. C.
- 1999 - Charlie "Bird" Parker Memorial, Kansas City, Misuri
- 1997 - Duke Ellington Monument - Central Park,  Nueva York
- 1997 - Monumento a Franklin Delano Roosevelt, Washington D. C.
- 1994 - Plumed Serpent, Plaza de César Chávez, San José, California
- 1988 - Gates of The Contemporary Museum, Honolulu
- 1986 - Joe Louis Memorial, Detroit, Míchigan
- 1984 - Olympic Gateway - Memorial Coliseum,  Los Ángeles, California
- 1983 - Fountain Figure No. 1, Fountain Figure No. 2, and Fountain Figure No. 3, Museum of Fine Arts, Houston
- 1978 - Dance Door - Los Angeles Music Center, Los Ángeles, California